# Balaenula astensis
La balenula di Asti (Balaenula astensis Trevisan, 1942) è un cetaceo fossile apparente alla famiglia delle Balaenidae e al genere estinto Balaenula, vissuto nel Pliocene.
La specie fu descritta da Livio Trevisan nel 1942 sulla base del reperto MSNUP I-12555, rinvenuto a Portacomaro nel 1940 e oggi conservato al Museo di storia naturale dell'Università di Pisa. Il fossile è uno scheletro parziale comprensivo del cranio quasi completo con le ossa uditive, come le bolle timpaniche particolarmente importanti per l'identificazione tassonomica, e i rami mandibolari incompleti.